# 立山修験

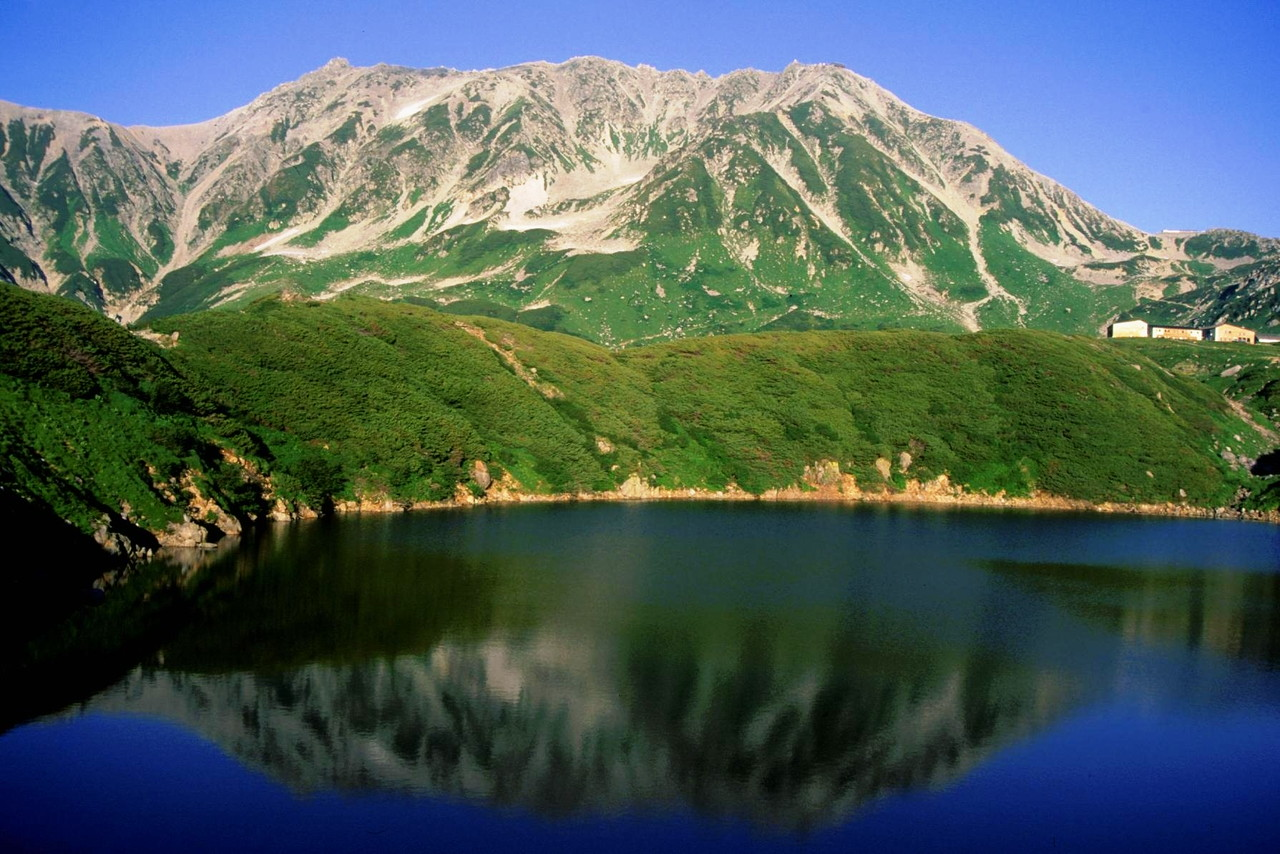
みくりヶ池から望む立山

立山修験（たてやましゅげん）とは、富山県の立山を中心として行われた修験道をいう。
立山は霊山として古くから山岳信仰の対象となってきた。仏教では、立山の雄山などを極楽浄土、地獄谷を地獄に見立て絵解きした『立山曼荼羅』を携えた岩峅寺・芦峅寺の御師が、江戸時代に日本各地を回って参詣を勧め、広まった。
神道における立山信仰は「雄山神社」を参照。

## 概要
立山修験の世界観は、今日まで伝わる『立山曼荼羅』に描かれた世界を見ることで、窺い知ることができる。
立山山麓には、岩峅寺や芦峅寺をはじめとした信仰登山の拠点があった。幕末の最盛期には岩峅寺（江戸時代に立山を管理していた）の集落には24の宿坊、芦峅寺の集落には33の宿坊があった。そこに住む人々を中心に日本全国に勧進が行われ、福江充によれば、江戸城大奥まで広がっていた。
立山は女人禁制であったため、江戸時代までは、入峰を許されない女性のための布橋灌頂会（ぬのばしかんじょうえ）という行事が芦峅寺で行われ、盛んであった。3年に一度行なわれ、目を布で覆った女性たちが橋の上に敷かれた白い布の上を歩いて渡ると極楽往生するというもので、明治時代の廃仏毀釈により行われなくなったが、1996年より地元住民らの手によって復活している。
鎌倉時代から江戸時代にかけて成立した立山の開山縁起は、大宝元年（701年）、立山を含む越中国国司とされる佐伯有若の息子佐伯有頼が白鷹を追って立山奥深くに分け入り、阿弥陀三尊を仰ぎ見て、慈興と号して先ずは立山大権現を岩峅寺に建立したと伝える
立山信仰の背景には山上他界が存在するという信仰があり、立山の山域の各所は、開山伝説に基づき、浄土と地獄にそれぞれ比定された。立山を巡拝することで死後の世界を擬似体験し、形式上「他界」に入り「死」から戻ってくるという修行を積むことができ、超常的な力（法力）を身に付けることができると考えられるようになった。
立山浄土としては、立山三山、なかでも雄山は仏そのものであり、阿弥陀如来の仏国土である極楽浄土の象徴とされた
立山地獄は、現在の地名にも残る地獄谷であり、硫黄臭ただよう場所である。その近くのみくりヶ池は、血の池として、また、剱岳は針山地獄であるとされた。